# Pasquale Carminucci

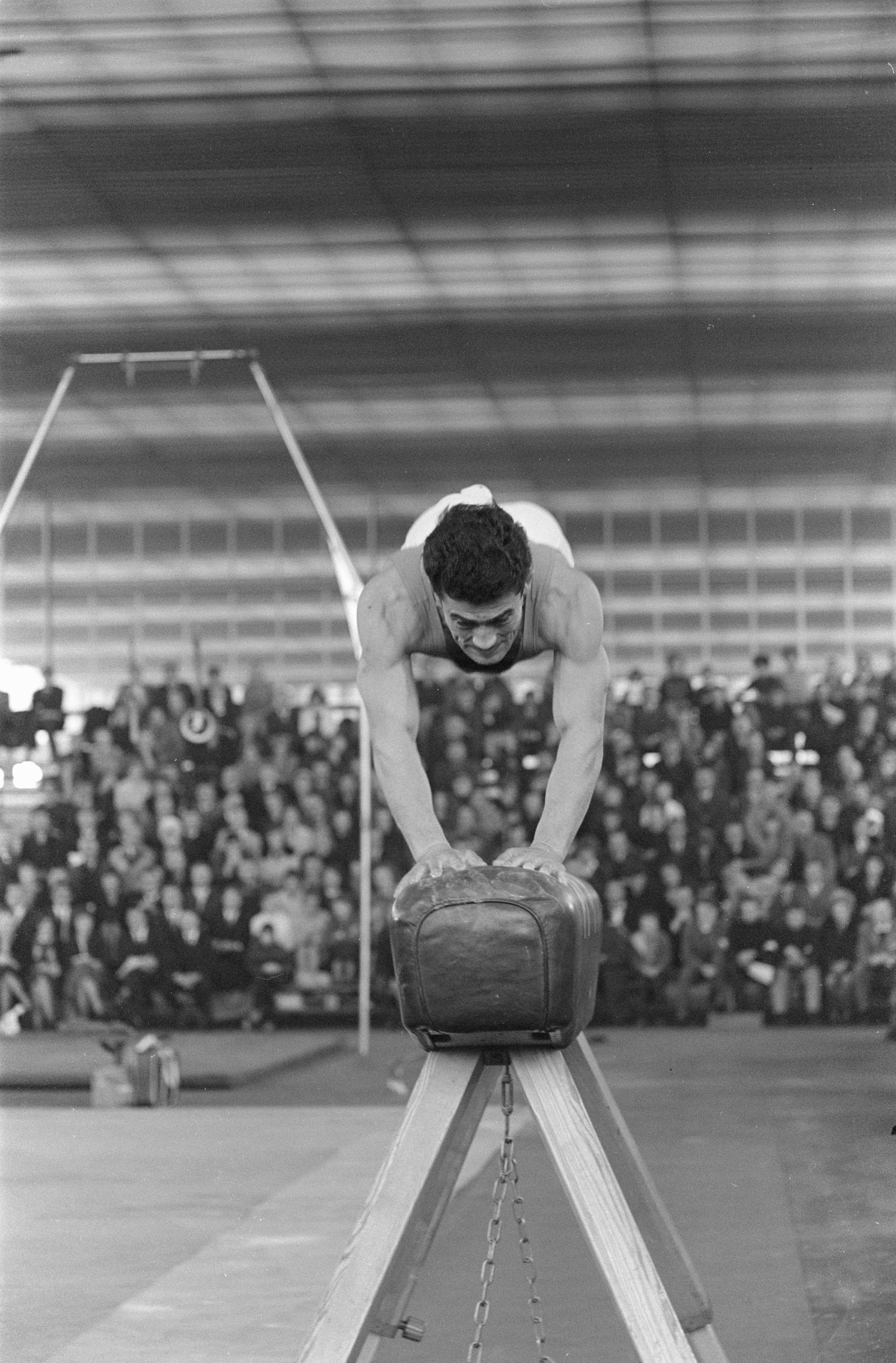
Pasquale Carminucci (1963)

Pasquale Carminucci (* 29. August 1937 in San Benedetto del Tronto; † 21. Februar 2015) war ein italienischer Turner.
Pasquale Carminucci wurde 1958 italienischer Meister im Zwölfkampf. Bei den Olympischen Spielen 1960 in Rom belegte er im Zwölfkampf Platz 31. Am Barren gewann er die Silbermedaille und mit der Mannschaft wurde er Dritter zusammen mit seinem jüngeren Bruder Giovanni Carminucci.
1964 in Tokio wurden beide Brüder mit der Mannschaft Vierte. Bei den Olympischen Spielen 1968 erreichte die Mannschaft nur Platz 12, nachdem mit Franco Menichelli der stärkste italienische Turner wegen Verletzung ausgefallen war.